# مقاطعة لورانس (إنديانا)
مقاطعة لورانس (بالإنجليزية: Lawrence County, Indiana)‏ هي إحدى مقاطعات ولاية إنديانا في الولايات المتحدة. تأسست سنة 1818، بلغ عدد سكانها 46134 نسمة في عام 2010 حسب إحصاء مكتب تعداد الولايات المتحدة وتصل الكثافة السكانية فيها 39.69 نسمة/كم2.

## أعلام
- غوس غريسوم
- جيمس صموئيل كولمان

## وصلات خارجية
- United States Counties